# العلاقات الغواتيمالية القطرية
العلاقات الغواتيمالية القطرية هي العلاقات الثنائية التي تجمع بين غواتيمالا وقطر.

## مقارنة بين البلدين
هذه مقارنة عامة ومرجعية للدولتين:
| وجه المقارنة                                              | غواتيمالا       | قطر           |
| --------------------------------------------------------- | --------------- | ------------- |
| المساحة (كم2)                                             | 108.89 ألف      | 11.44 ألف     |
| عدد السكان (نسمة)                                         | 17.26 مليون     | 2.64 مليون    |
| الكثافة السكانية (ن./كم²)                                 | 158.51          | 230.77        |
| العاصمة                                                   | غواتيمالا       | الدوحة        |
| اللغة الرسمية                                             | اللغة الإسبانية | اللغة العربية |
| العملة                                                    | كتزال غواتيمالي | ريال قطري     |
| الناتج المحلي الإجمالي (بليون دولار)                      | 75.62 مليار     | 167.61 مليار  |
| الناتج المحلي الإجمالي (تعادل القوة الشرائية) بليون دولار | 126.21 مليار    | 316.40 مليار  |
| الناتج المحلي الإجمالي الاسمي للفرد دولار أمريكي          | 3.90 ألف        | 73.65 ألف     |
| الناتج المحلي الإجمالي للفرد دولار أمريكي                 | 7.45 ألف        | 141.54 ألف    |
| مؤشر التنمية البشرية                                      | 0.627           | 0.850         |
| رمز المكالمات الدولي                                      | +502            | +974          |
| رمز الإنترنت                                              | .gt             | .qa           |
| المنطقة الزمنية                                           | 00              | ت ع م+03:00   |

## منظمات دولية مشتركة
يشترك البلدان في عضوية مجموعة من المنظمات الدولية، منها:
| علم المنظمة | اسم المنظمة                               | تاريخ انضمام غواتيمالا | تاريخ انضمام قطر |
| ----------- | ----------------------------------------- | ---------------------- | ---------------- |
|             | يونسكو                                    | 2 يناير 1950           | 27 يناير 1972    |
|             | وكالة ضمان الاستثمار متعدد الأطراف        | 11 يوليو 1996          | 22 أكتوبر 1996   |
|             | الأمم المتحدة                             | 21 نوفمبر 1945         | 21 سبتمبر 1971   |
|             | الاتحاد البريدي العالمي                   | ?                      | ?                |
|             | البنك الدولي للإنشاء والتعمير             | 28 ديسمبر 1945         | 25 سبتمبر 1972   |
|             | المنظمة الهيدروغرافية الدولية             | ?                      | ?                |
|             | الاتحاد الدولي للاتصالات                  | 10 يوليو 1914          | 27 مارس 1973     |
|             | منظمة حظر الأسلحة الكيميائية              | ?                      | ?                |
|             | مؤسسة التمويل الدولية                     | 20 يوليو 1956          | 11 أكتوبر 2008   |
|             | المركز الدولي لتسوية المنازعات الاستشارية | 20 فبراير 2003         | 20 يناير 2011    |
|             | منظمة التجارة العالمية                    | ?                      | ?                |
|             | منظمة الشرطة الجنائية الدولية             | ?                      | ?                |

## وصلات خارجية
- موقع وزارة الخارجية الغواتيمالية
- موقع وزارة الخارجية القطرية